# Brodie Retallick
Brodie Retallick (Rangiora, Canterbury, Nova Zelanda, 31 de maig de 1991) és un jugador neozelandés de rugbi que exerceix com a segona línia i que juga per al club Chiefs del Super Rugby.

## Carrera
Retallick va començar a jugar a rugbi a l'Escola de Secundària de Christchurch Boys d'on dona el salt al professionalisme en 2011 per jugar la ITM Cup de la mà de Hawke's. Ràpidament crida l'atenció i l'any següent s'incorpora a les files delBay of Plenty. Aquest mateix any, va donar el salt al Super Rugbi i fitxar pels Chiefs. L'any 2012 Retallick, nouvingut als Chiefs, ja es proclama campió del Super Rugby en guanyar la final contra els sud-africans dels Sharks al Waikato Stadium per un resultat de 37-6, sortint, a més a més, en el XV titular. L'any següent, els Chiefs reediten el títol guanyant la final aquesta vegada als Brumbies pel resultat de 27-22 on novament Retallick fou titular.

## Selecció nacional
Retallick va fer el seu debut amb Nova Zelanda el 9 de juny de 2012 contra Irlanda en un partit que formava part d'una gira de la selecció Irlandesa de rugbi per Nova Zelanda. Aquest mateix any va formar part de l'equip que va representar els All Blacks en el Rugby Championship 2012 i que fou guanyat pels neozelandesos. En l'edició de 2013 els All Blacks es tornen a proclamar campions invictes. L'any 2014, els wikis tornarien a ser campions del Rugby Championship en el que seria el seu tercer campionat consecutiu. Retallick formaria una parella excepcional amb el seu company de segona linea Sam Whitelock.
En 2014 Retallick és nomenat millor jugador de l'any per la IRB L'any 2015 és seleccionat per formar part de la selecció neozelandesa que participa en la Copa Mundial de Rugbi de 2015. Brodie Retallick va tenir una gran actuació en el partit contra Argentina en la fase de grups,i fou triat com a jugador del partit.Samuel, Martin (20 de septiembre de 2015). En el partit de quarts de final, victòria 13-62 sobre França, Brodie Retallick va anotar un dels nou assaigs del seu equip.
Va formar part de l'equip que va guanyar la final davant Austràlia per 34-17, entrant en la història del rugbi en ser la primera selecció que guanya el titulo de campió en dues edicions consecutives.

## Palmarès i distincions notables
- Super Rugby: 2012 i 2013
- Rugby Championship: 2012, 2013 i 2014
- Millor Jugador del Món el 2014.
- Copa del Món de Rugbi de 2015